# Aeronave subsónica

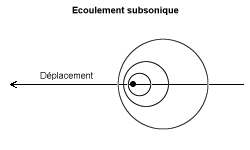
Ondas del sonido durante un desplazamiento subsónico.

Una aeronave subsónica es una aeronave, como puede ser un avión, helicóptero, planeador o dirigible, que vuela a una velocidad inferior a la velocidad del sonido. Una aeronave supersónica puede volar a una velocidad subsónica pero también es capaz de pasar la barrera del sonido y desplazarse más rápido que el sonido. En cambio una aeronave subsónica no es capaz de hacer eso, su velocidad siempre está por debajo de la del sonido, o lo que es lo mismo, su velocidad es inferior a Mach 1. Actualmente todos los aviones comerciales son subsónicos, las excepciones han sido el soviético Tupolev Tu-144 y el franco-británico Concorde pero ya se encuentran fuera de servicio.